# Murciélago
Murciélago [muɾˈθjelaɰo] (span. „Fledermaus“) war ein Kampfstier aus der Zucht von Joaquín del Val de Navarra.
Bei einem legendären Stierkampf am 5. Oktober 1879 in der Arena Plaza de Toros de los Tejares in Córdoba wurde Murciélago mit 24 Lanzenstößen verwundet und dann durch den Matador Rafael Molina Sánchez, genannt „Lagartijo“ (Eidechse), im finalen (3.) Akt des Kampfes nicht getötet. Der Stier wurde auf Wunsch des Publikums begnadigt. Anschließend wurde Murciélago von dem Züchter Antonio Miura gekauft, der mit diesem Stier eine neue Zuchtlinie begründete. Miura ließ Murciélago 70 Kühe decken. Die Miura-Stiere, die noch heute in spanischen Arenen verwendet werden, entstammen fast alle dieser Zuchtlinie.
Die Sportwagen Murciélago, Miura und Islero von Lamborghini wurden nach diesem Stier, dem Züchter und Tieren aus dieser Zucht benannt. Der Stier ist zudem im Firmenwappen von Lamborghini abgebildet.